# Кроуфорд Палмер
Кроуфорд Палмер (фр. Crawford Palmer, 14 вересня 1970) — французький баскетболіст.
Срібний призер Олімпійських Ігор 2000 року.